# Jewel case

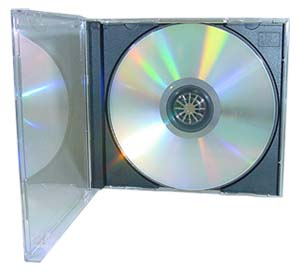
Jewel case

Il jewel case è l'involucro standard più diffuso per i compact disc, sin dal loro esordio sul mercato. Venne progettato dal designer inglese Peter Doodson nel 1981 per conto della Philips al fine di proteggere il disco e di dargli un aspetto hi-tech.
Si tratta di un contenitore composto da tre elementi plastici, e misura 142 mm × 125 mm × 10 mm. Abitualmente contiene un compact disc ed il relativo libretto. I due elementi trasparenti sono uno opposto all'altro a formare la scatola; l'elemento interno, tradizionalmente di colore nero (ma in seguito prodotto in diversi colori), funge da supporto del disco, che viene assicurato al foro centrale. Tutte e tre le parti sono realizzate in polistirene stampato per iniezione.
Il coperchio frontale presenta da due a sei alette interne con lo scopo di tenere fissato un eventuale libretto della misura di 120 mm × 120 mm. Inoltre è presente un cartoncino posteriore, di 150 mm × 118 mm, inserito tra il supporto del disco e l'elemento trasparente posteriore; sul retro dei CD musicali sono solitamente riportati l'elenco dei brani, la casa discografica, le informazioni sui copyright, il codice a barre e le altre informazioni necessarie per i consumatori. Il biglietto posteriore è piegato in tre parti a formare una U, con gli estremi visibili ai lati del jewel case. Su questi lati generalmente viene indicato il nome del disco e dell'artista, ed hanno lo scopo di identificare il CD quando viene impilato.
Il supporto del disco viene bloccato all'interno del coperchio posteriore ed ha lo scopo di assicurare il disco al suo supporto. Al centro di questo elemento vi è un cilindro dentellato che sorregge il disco dal foro centrale. In pratica questo elemento sorregge il disco al centro dell'involucro al fine di prevenire eventuali graffi sulla superficie registrata. Originariamente questo componente era realizzato unicamente in polistirene flessibile nero, ma molti involucri di nuova generazione impiegano un polistirene trasparente molto più fragile, allo scopo di mostrare il retro del cartoncino che viene spesso utilizzato per grafiche aggiuntive.
A volte il jewel case viene impiegato anche per i DVD, per esempio per quelli da masterizzare, ma raramente nel caso di versioni ufficiali di film. Anche i Blu-ray Disc e gli HD DVD vergini vengono spesso confezionati con il jewel case standard.

## Varianti
- Jewel case doppio: album doppi possono essere venduti in una custodia del tutto identica alla Jewel case standard, con la sola differenza che ha due vani a scomparsa per i due CD (alzando il vano contenente il primo CD si scopre il secondo CD). Spesso nel lato sinistro viene stampata la scritta "2 CD", in modo da avvertire che tale album è costituito da due supporti ottici.
- Jewel case multiplo: questa custodia viene utilizzata per le raccolte e gli album live composti da tre CD in su (tuttavia viene spesso usata anche per gli album doppi, in luogo della custodia descritta sopra). È profonda quanto due jewel case normali unite una sopra l'altra, e contiene al massimo fino a quattro CD o sei CD. Non può entrare in un vano standard di un porta CD, perciò molti di essi hanno anche dei vani per questo tipo di custodie, vista la larga diffusione. Di questo come del precedente esistono versioni più compatte che hanno lo stesso ingombro dei CD con album singoli.
- Jewel case slim: viene spesso utilizzata per i singoli e per i CD da masterizzare. È una variante più sottile della jewel case normale, pertanto ci possono stare due in un solo vano di un porta CD. Date le sue dimensioni ridotte non consente l'inserimento di un libretto e di una copertina posteriore.

## Super jewel box
Il super jewel box è concepito come il successore della Jewel case originale, e sta ottenendo sempre più diffusione tra le case discografiche. Il suo design è simile a quello del Jewel case, solo che ha gli angoli più arrotondati e la giunzione tra i due elementi è rinforzata (nel Jewel case originale era spesso soggetta a rotture). Tuttavia, non ha ancora sostituito completamente il Jewel case originale dato che la copertina posteriore ha dimensioni leggermente diverse.